# Cases d'en Janet
Cases d'en Janet són algunes de les cases més antigues del Prat de Llobregat, juntament amb les Cases d'en Puig.
Les Cases d'en Janet van ser construïdes per Joan Company i Ginabreda i situades al sud-oest de la localitat.

## Història
Al final del segle xviii, Joan Company i Ginabreda, "Janet", va construir un habitatge modest, al sud-oest del Prat. Aquest constava de dues estances, planta baixa i pis. També va deixar un espai per aviram, jardí i hortet.
El seu fill, Rafael Company i Ginabreda, conegut com el "Perruca", que va ser alcalde del Prat del 1805 al 1810, també va construir-hi un habitatge d'iguals característiques a la del seu pare, i així fins al 1910.
Allà on va construir aquest habitatge hi va créixer un raval amb setze cases i una seixantena d'habitants, bàsicament poblat per gent humil. Tant el pare com el fill van ajudar econòmicament a aquesta gent.

## Curiositat
Casualment tant el pare com el fill tenien els mateixos cognoms "Company i Ginabreda".

## Ús actual
Actualment aquestes cases ja han estat modificades i la majoria són de propietat. En resten poques de les originàries.